# 叉舌鰕虎魚
叉舌鰕虎魚（学名：Glossogobius giuris），又名舌鰕虎魚、正叉舌鰕虎，为輻鰭魚綱鱸形目鰕虎亞目鰕虎魚科叉舌鰕虎魚屬的鱼类，俗名沙条、古豚。分布于印度洋非洲东岸、东至印度尼西亚、北至日本、南至太平洋南部各岛屿以及中国南海、台湾海峡、东海及上述海区的沿岸河流中等海域，屬于近海暖水性底层鱼类。其一般生活于浅海滩涂、海边礁石以及河口咸淡水或淡水中，本魚頭部扁平，下頜突出，身體灰白色沒有縱向的線紋，背鰭具有形成縱向的斑紋，腹鰭是灰色，背鰭硬棘7枚；背鰭軟條8-9枚；臀鰭硬棘1枚；臀鰭軟條8-9枚，體長可達50公分，棲息在沿海砂石底質，水質清澈或混濁的河口區、溪流、池塘等水域，以昆蟲、甲殼類及小魚為食，可做為食用魚、養殖魚及觀賞魚。该物种的模式产地在恒河。

## 扩展阅读
維基物種上的相關：叉舌鰕虎魚